# Yakovlev Yak-28

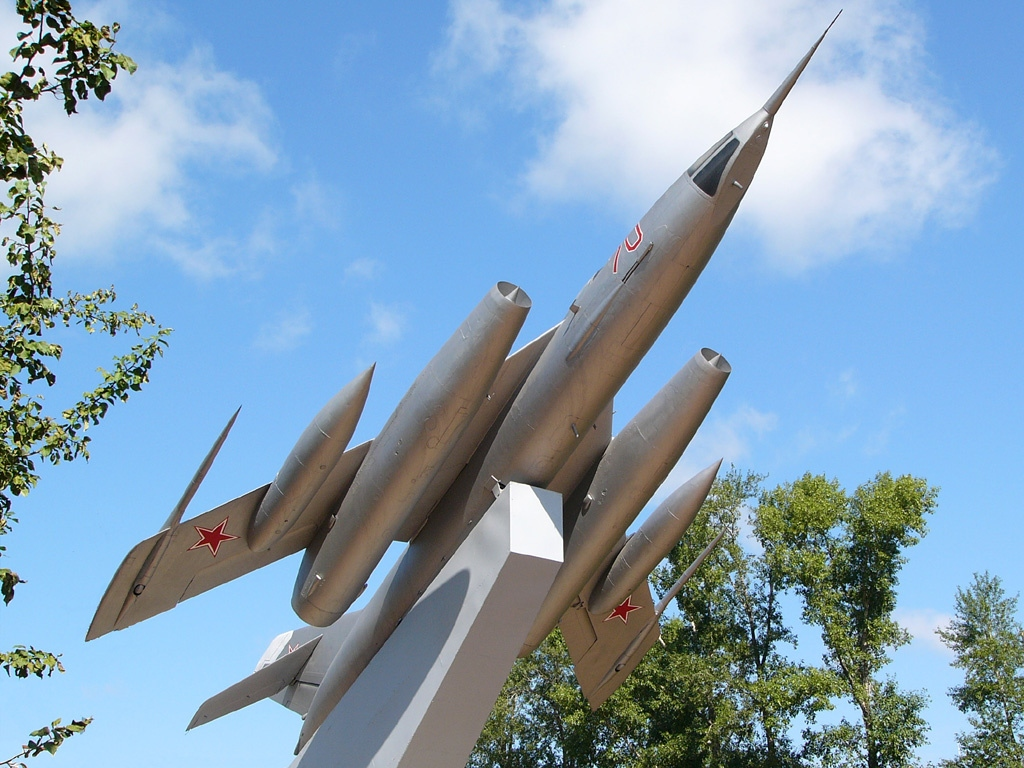
Uno Yak-28 esposto a Irkutsk

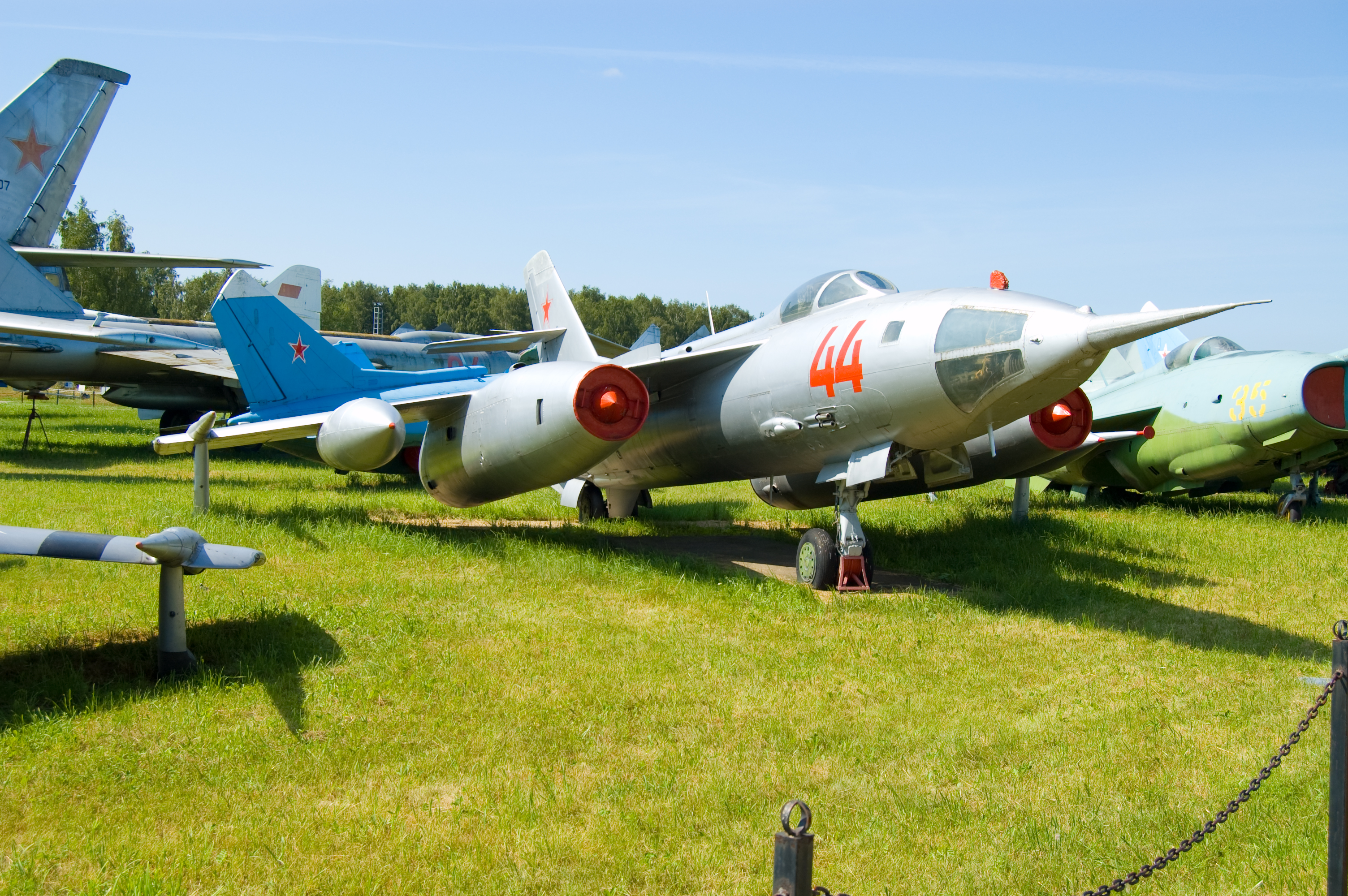
Yak-28 esposto al Museo centrale delle aeronautiche militari di Monino, Mosca

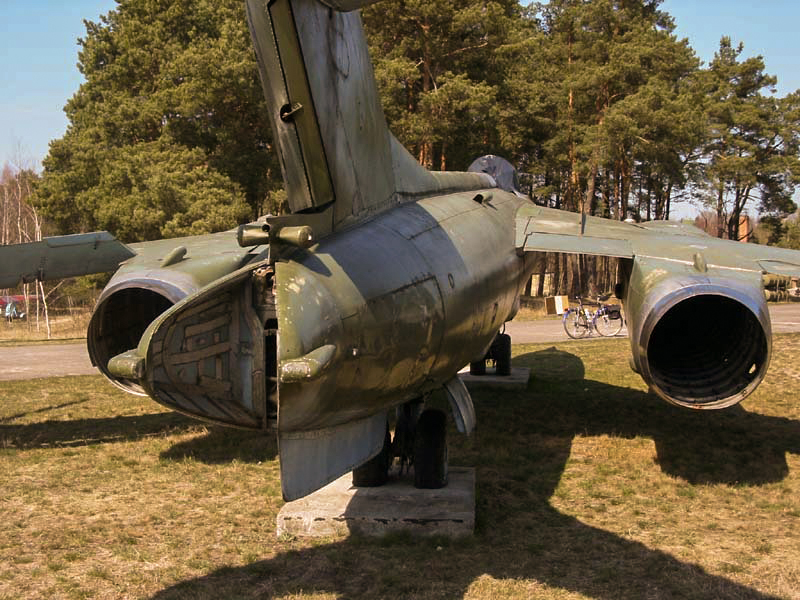
Vista posteriore di uno Yak-28. Il vano in coda semiaperto ospitava il parafreno.

Lo Yakovlev Yak-28 era un aereo da combattimento a turbogetto con ala a freccia progettato dall'ufficio tecnico Yakovlev e impiegato dall'Unione Sovietica a partire dai primi anni sessanta. Ideato inizialmente come bombardiere, fu realizzato anche in versioni da ricognizione e guerra elettronica, intercettore e aereo da addestramento, rispettivamente denominate con i nomi in codice NATO Brewer, Firebar e Maestro.
L'aereo nacque per rispondere all'esigenza della Voenno-vozdušnye sily, l'aeronautica militare sovietica, di dotarsi urgentemente di un bombardiere tattico supersonico. Fondamentalmente il progetto, denominato inizialmente Yak-129, venne impostato basandosi sul da poco disponibile motore Tumanskij R-11-300 e la struttura dello Yak-26. A causa delle maggiori dimensioni del motore, rispetto al precedente Tumanskij RD-9 che equipaggiava i velivoli della Yakovlev, fu necessario riprogettare l'ala che doveva anche essere aerodinamicamente compatibile con le nuove prestazioni di velocità.
Vennero costruiti 3 prototipi, due dei quali ottenuti dalla modifica di Yak-26 esistenti. La soluzione per l'ala scelta fu di adottare una configurazione ad ala alta con freccia di 45 gradi. Il primo prototipo della famiglia di velivoli volò per la prima volta il 5 marzo 1958 e, stante la pressante esigenza della aeronautica sovietica di avere in dotazione un aereo dalle caratteristiche supersoniche che i prototipi dimostrarono di possedere, venne celermente data l'autorizzazione alla produzione, malgrado i problemi iniziali, particolarmente quelli legati alla immaturità del nuovo motore. Lo Yak-28 cominciò ad entrare in servizio nel 1960.
Fu notato dagli osservatori occidentali per la prima volta alla parata aerea di Tushino in occasione della Giornata delle Forze Aeree Sovietiche del 1961. Gli analisti occidentali lo ritennero inizialmente un aereo da caccia piuttosto che un aereo da attacco ed una evoluzione dello Yak-25M. Di conseguenza gli fu assegnata una denominazione con iniziale F, Flashlight. Quando in seguito si comprese il ruolo di impiego reale come bombardiere, si sostituì il nome con Brewer.
La produzione totale di Yak-28 è stata di 1180 esemplari. Lo Yak-28P fu ritirato dal servizio nei primi anni ottanta, ma le versioni da addestramento e altre derivate continuarono a essere utilizzate fin dopo la caduta dell'Unione Sovietica, almeno fino al 1992. La versione da ricognizione e ECM del Brewer fu alla fine sostituita da varianti del Sukhoi Su-24 Fencer.

## Versioni
Yak-28 - (nome in codice NATO Brewer-A e Brewer-B)
Bombardieri tattici dotati di naso finestrato per il navigatore-bombardiere, carico bellico interno di 3000 kg, cannone anteriore (inizialmente il 23 mm NR-23, in seguito il GSh-23L a due canne) e piloni alari per bombe supplementari o pod per razzi. Gli originali Brewer-A e Brewer-B non entrarono in produzione di serie.
Yak-28B - (Brewer-C)
Bombardiere tattico. Primo modello prodotto in serie. Modificato rispetto ai precedenti nel disegno sia per le prese d'aria allungate che per la postazione del navigatore ridisegnata. Importante variazione ai sistemi imbarcati è stata l'adozione del radar di puntamento RBP-3.
Yak-28L, Yak-28I, Yak-28BI
Bombardieri tattici. La versione L del 1961 era dotata di un nuovo sistema radar di puntamento Lotos. L'evoluzione successiva fu la I prodotta dal 1962. Dotata del radar Initiativa e con i motori R-11AF2-300 da 61 kN di spinta. Alcuni Yak-28B furono aggiornati allo standard Initiativa e ridesignati Yak-28BI.
Yak-28RR
Versione ottenuta da Yak-28L modificati per la misura della contaminazione radioattiva attraverso pod subalari con prese d'aria per il prelevamento di campioni..
Yak-28R - (Brewer-D)
Versione dedicata per la ricognizione. Manteneva il naso vetrato, ma installava un radar di ricerca supplementare con radome ventrale.
Yak-28PP - (Brewer-E)
Versione modificata del Brewer-C per la guerra elettronica. Imbarcava nel vano di carico gli apparati per misure e jamming, mentre i pod venivano lasciati a disposizione per serbatoi supplementari di carburante o per razzi. I primi Yak-28PP potrebbero aver mantenuto il cannone, che fu in seguito rimosso dalla configurazione.
Yak-28U - (Maestro)
Versione da addestramento ottenuta con l'aggiunta di una cabina posteriore per l'istruttore.
Yak-28P - (Firebar)
Versione intercettore a lungo raggio sviluppata nel 1965. La baia di carico venne rimpiazzata da serbatoi di carburante più grandi che portavano ad una autonomia considerevole per i tempi. In effetti la quantità di carburante da imbarcare era limitata dal peso massimo e non dai volumi. Aggiunto un nuovo radar per l'intercettazione 'Oriol-D' compatibile con il missile aria-aria R-98 (AA-3 'Anab'). Il cannone venne rimosso anche da questa configurazione.
Yak-28PM
Versione speciale per record equipaggiata con motori con postbruciatore. Raggiunse i 2400 km/h.

## Utilizzatori
Russia
- Voenno-vozdušnye sily Rossijskoj Federacii

 Unione Sovietica
- Voenno-vozdušnye sily
- Vojska PVO

 Ucraina
- Viys'kovo-Povitriani Syly Ukrayiny - 35 aerei